# La Bégude-de-Mazenc
La Bégude-de-Mazenc é uma comuna francesa na região administrativa de Auvérnia-Ródano-Alpes, no departamento de Drôme. Estende-se por uma área de 23,62 km². Em 2010 a comuna tinha 1 707 habitantes (densidade: 72,3 hab./km²).